# Vốn tài chính

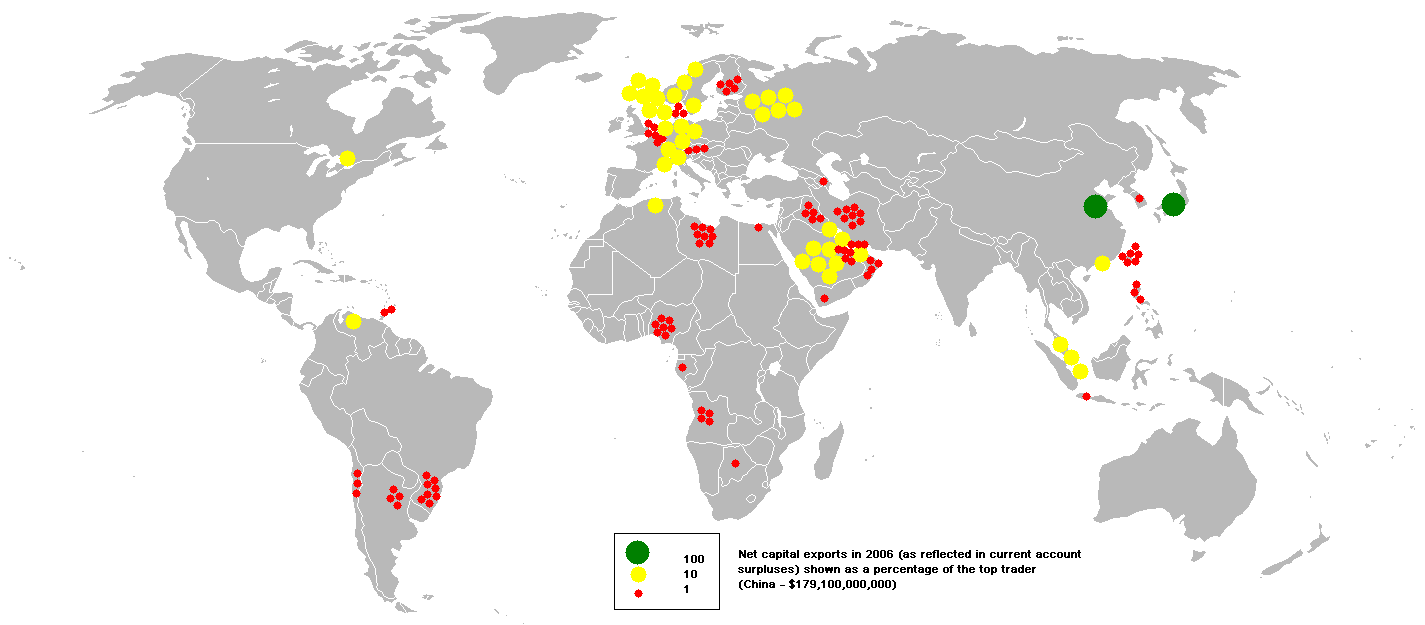
Xuất khẩu vốn trong năm 2006

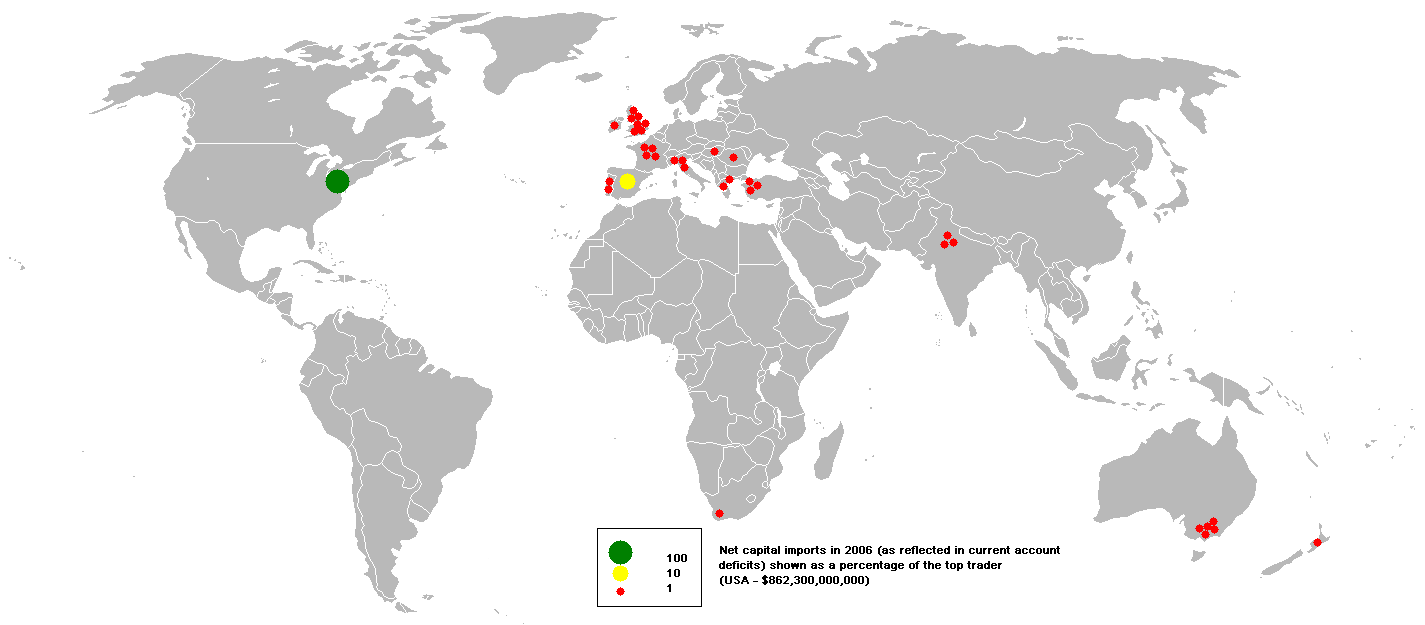
Nhập khẩu vốn trong năm 2006

Vốn tài chính là tiền được sử dụng bởi các doanh nhân và doanh nghiệp để mua những gì họ cần để làm ra sản phẩm của họ hoặc để cung cấp dịch vụ của họ cho khu vực của nền kinh tế khi mà hoạt động của họ là dựa trên, chẳng hạn như bán lẻ, công ty, hoạt động ngân hàng đầu tư, vv.

## Ba khái niệm về bảo toàn vốn được pháp định trong IFRS
Vốn tài chính hay vốn trong tài chính và kế toán, là các quỹ được cung cấp bởi những người cho vay (và các nhà đầu tư) cho các kinh doanh để mua vốn thực tế trang bị cho việc sản xuất các hàng hóa/dịch vụ. Vốn thực tế hay vốn kinh tế gồm các hàng hóa vật chất hỗ trợ việc sản xuất hàng hoá và dịch vụ khác, ví dụ như xẻng xúc cho thợ đào huyệt, máy may cho thợ may, hay máy móc, dụng cụ cho các nhà máy.
Vốn tài chính thường dùng để lưu giữ của cải tài chính, đặc biệt là được sử dụng để bắt đầu hoặc duy trì một kinh doanh. Một khái niệm tài chính của vốn được thông qua bởi hầu hết các thực thể trong việc chuẩn bị các báo cáo tài chính của họ. Theo một khái niệm tài chính của vốn, chẳng hạn như tiền đầu tư hoặc sức mua đầu tư, vốn là đồng nghĩa với tài sản ròng hoặc vốn cổ phần của thực thể. Theo một khái niệm vật lý của vốn, chẳng hạn như khả năng vận hành, vốn được coi là năng lực sản xuất của thực thể dựa trên, ví dụ, các đơn vị sản lượng mỗi ngày. Bảo toàn vốn tài chính có thể được đo lường hoặc bằng các đơn vị tiền tệ danh nghĩa, hoặc bằng các đơn vị của sức mua không đổi. Như vậy, có ba khái niệm về bảo toàn vốn trong các điều khoản của tiêu chuẩn báo cáo tài chính quốc tế (IFRS): (1) bảo toàn vốn vật chất (2) bảo toàn vốn tài chính trong các đơn vị tiền tệ danh nghĩa (3) bảo toàn vốn tài chính trong các đơn vị sức mua không đổi.

Vốn tài chính được cung cấp bởi người cho vay với một mức giá: lãi vay. 
 cho một mô tả chi tiết hơn về cách thức vốn tài chính có thể được phân tích.
Hơn nữa, vốn tài chính, là bất kỳ phương tiện hoặc cơ chế thanh khoản nào đại diện cho của cải, hoặc các phong cách khác của vốn. Tuy nhiên, nó thường là sức mua trong hình thức tiền có sẵn để sản xuất hoặc mua bán hàng hóa, vân vân. Vốn cũng có thể thu được bằng cách sản xuất nhiều hơn những gì là được yêu cầu ngay lập tức và tiết kiệm thặng dư.
Vốn tài chính cũng có thể dưới hình thức các mặt hàng có thể mua được chẳng hạn như máy tính hoặc sách mà có thể đóng góp trực tiếp hoặc gián tiếp cho việc có được các loại khác của vốn.
Vốn tài chính đã được phân tiểu loại bởi một số học giả như vốn kinh tế hay "vốn sản xuất" cần thiết cho các vận hành, vốn tín hiệu mà ra các tín hiệu sức mạnh tài chính của một công ty cho các cổ đông, và vốn điều tiết mà đáp ứng các yêu cầu vốn

## Các nguồn vốn
- Dài hạn - thường trên 7 năm
  - Vốn cổ phần
  - Vay thế chấp
  - Lợi nhuận giữ lại
  - Vốn liên doanh
  - Giấy nợ
  - Tài chính dự án
- Trung hạn - thường từ 2 tới 7 năm
  - Vay kỳ hạn
  - Leasing
  - Hire Purchase
- Ngắn hạn - thường dưới 2 năm
  - Thấu chi tài khoản ngân hàng
  - Tín dụng thương mại
  - Chi phí trả chậm
  - Bao thanh toán

### Thị trường vốn
Các quỹ dài hạn được mua và bán:
- Cổ phần
- Giấy nợ
- Vay dài hạn, thường với trái phiếu vay thế chấp là chứng khoán
- Quỹ dự phòng
- Trái phiếu Euro
- Hãng luật

### Thị trường tiền tệ
Các tổ chức tài chính có thể sử dụng các khoản tiết kiệm ngắn hạn để cho vay theo hình thức các khoản vay ngắn hạn:
- Tín dụng trên tài khoản mở
- Thấu chi ngân hàng
- Cho vay ngắn hạn
- Hối phiếu đòi nợ
- Bao thanh toán của các chủ nợ

## Sự khác nhau giữa cổ phần và giấy nợ
- Người nắm giữ cổ phần là người chủ sở hữu có hiệu quả; người nắm giữ giấy nợ là chủ nợ.
- Người nắm giữ cổ phần có quyền biểu quyết tại các AGM (Đại hội cổ đông thường niên) và có thể được bầu làm giám đốc; người nắm giữ giấy nợ có thể không được biểu quyết tại các AGM hoặc được bầu làm giám đốc.
- Người nắm giữ cổ phần nhận được lợi nhuận trong các hình thức cổ tức, người nắm giữ giấy nợ nhận được một lãi suất cố định.
- Nếu không có lợi nhuận, người nắm giữ cổ phần không nhận được cổ tức, tiền lãi được trả cho người nắm giữ giấy nợ bất kể có hay không lợi nhuận đã được thực hiện.
- Trong trường hợp giải thể các hãng người nắm giữ giấy nợ được thanh toán đầu tiên so với người nắm giữ cổ phần.

## Vốn cố định
Đây là tiền được sử dụng để mua các tài sản mà sẽ được duy trì vĩnh viễn trong doanh nghiệp và giúp nó để tạo ra lợi nhuận.

### Các yếu tố xác định nhu cầu vốn cố định
- Lĩnh vực kinh doanh
- Quy mô kinh doanh
- Giai đoạn phát triển
- Vốn được đầu tư bởi những người chủ sở hữu
- Vị trí của khu vực

## Vốn lưu động
Vốn lưu động là một phần của vốn đầu tư được sử dụng cho hoạt động kinh doanh như tiền được sử dụng để mua cổ phiếu, thanh toán các chi phí và tín dụng tài chính.

### Các yếu tố xác định nhu cầu vốn lưu động
- Quy mô kinh doanh
- Giai đoạn phát triển
- Thời gian sản xuất
- Tỷ lệ luân chuyển cổ phiếu
- Các điều kiện mua bán
- Tiêu thụ theo mùa
- Sản phẩm theo mùa
- Mức lợi nhuận
- Tăng trưởng và mở rộng
- Chu kỳ sản xuất
- Bản chất chung của kinh doanh
- Chu kỳ kinh doanh
- Chính sách kinh doanh

## Các công cụ tài chính
Một hợp đồng liên quan đến bất kỳ sự kết hợp nào của các tài sản vốn được gọi là công cụ tài chính, và có thể phục vụ như một
- phương tiện trao đổi,
- tiêu chuẩn thanh toán trả chậm,
- đơn vị tính toán, hoặc
- lưu trữ giá trị.

Các hình thức nguyên khai nhất của tiền (chuỗi hạt, vỏ sò, gậy kiểm đếm, vv) và tiền sắc lệnh hiện đại chỉ là một lưu trữ "biểu tượng" giá trị và không phải là một lưu trữ thực sự của giá trị như tiền hàng hóa.

## Vốn sở hữu và vốn vay
Vốn góp của chủ sở hữu hoặc của doanh nhân doanh nghiệp, và thu được, ví dụ, bằng cách tiết kiệm, thừa kế, được gọi là vốn tự có hoặc vốn cổ phần, trong khi vốn được cấp bởi một người hoặc tổ chức khác được gọi là vốn vay, và vốn này thường được trả lại với tiền lãi. Tỷ lệ giữa nợ và vốn cổ phần được đặt tên là đòn bẩy. Nó đã được tối ưu hóa như một đòn bẩy cao có thể mang lại lợi nhuận cao hơn nhưng tạo ra nguy cơ khả năng thanh toán.

### Vốn vay
Đây là nguồn vốn mà doanh nghiệp vay từ các tổ chức hoặc cá nhân, và bao gồm các loại giấy nợ:
- giấy nợ mua lại
- Giấy nợ không mua lại
- Giấy nợ lãi nặng
- Giấy nợ thông thường
- Trái phiếu
- Tiền nhận ký quỹ
- Các khoản vay ngân hàng

### Vốn sở hữu
Đây là vốn mà những người chủ sở hữu của một doanh nghiệp (cổ đông và các đối tác, ví dụ) cung cấp:
- Cổ phần ưu đãi/nguồn tài chính kết hợp
  - Cổ phần ưu đãi thông thường
  - Cổ phần ưu đãi tích lũy
  - Cổ phần ưu đãi tham gia
- Cổ phần phổ thông
- Cổ phần thưởng
- Cổ phần sáng lập

Những cổ phần ưu đãi có ưu tiên hơn các cổ phần vốn chủ sở hữu. Điều này có nghĩa là các khoản thanh toán cho các cổ đông được trả trước hết cho các cổ phần ưu đãi và sau đó cho các cổ đông vốn chủ sở hữu.

## Phát hành và trao đổi
Như tiền bạc, các công cụ tài chính có thể được "hậu thuẫn" bởi sắc lệnh quân sự của nhà nước, tín dụng (tức là vốn xã hội được nắm giữ bởi các ngân hàng và người gửi tiền của họ), hoặc tài nguyên hàng hóa. Các chính phủ thường kiểm soát chặt chẽ nguồn cung cấp của nó và thường yêu cầu một số "dự trữ" được nắm bởi các tổ chức cấp tín dụng. Trao đổi giữa các công cụ tiền tệ quốc gia được thực hiện trên thị trường tiền tệ. Trao đổi như vậy cho thấy sự khác biệt trong khả năng của chức năng tập hợp nợ hay lưu trữ giá trị của đồng tiền đó, như được định bởi những người trao đổi.
Khi trong các hình thức khác hơn tiền bạc, vốn tài chính có thể được trao đổi trên các thị trường trái phiếu hoặc thị trường tái bảo hiểm với mức độ khác nhau của sự tin tưởng trong vốn xã hội (không chỉ là các khoản tín dụng) của tổ chức phát hành trái phiếu, công ty bảo hiểm, và những người phát hành và trao đổi khác trên các công cụ tài chính. Khi thanh toán trả chậm trên bất kỳ một công cụ nào đó như vậy, thường là một lãi suất cao hơn lãi suất tiêu chuẩn được các ngân hàng trả, hoặc tính bởi ngân hàng trung ương trên tiền của nó. Thông thường các công cụ như vậy được gọi là các công cụ thu nhập cố định nếu có lịch trình thanh toán đáng tin cậy liên quan đến lãi suất thống nhất. Một công cụ lãi suất biến đổi, chẳng hạn như nhiều vay thế chấp tiêu dùng, sẽ phản ánh tỷ lệ tiêu chuẩn cho thanh toán trả chậm được xác lập bởi lãi suất prime của ngân hàng trung ương, tăng nó bằng một số tỷ lệ phần trăm cố định. Các công cụ khác, chẳng hạn như các citizen entitlement, ví dụ như lương hưu "An Sinh Xã Hội Hoa Kỳ", hoặc khác, có thể được lập chỉ mục với tỷ lệ lạm phát, cung cấp một dòng giá trị đáng tin cậy.
Việc trao đổi trên Thị trường chứng khoán hay thị trường hàng hóa là trao đổi thực sự trên các tài sản cơ bản mà không phải là hoàn toàn tài chính trong bản thân chúng, mặc dù chúng thường di chuyển lên xuống về giá trị trong phản ứng trực tiếp với việc trao đổi trong các phái sinh hoàn toàn có tính chất tài chính hơn. Thông thường các thị trường hàng hóa phụ thuộc vào các chính sách có ảnh hưởng đến thương mại quốc tế, ví dụ như tẩy chay và cấm vận, hoặc các yếu tố ảnh hưởng đến vốn tự nhiên, ví dụ: thời tiết có ảnh hưởng đến mùa màng cây thực phẩm. Trong khi đó, các thị trường chứng khoán có nhiều ảnh hưởng bởi niềm tin về các nhà lãnh đạo doanh nghiệp, tức là vốn cá nhân, người tiêu dùng, tức là vốn xã hội hay "vốn thương hiệu" (trong một số phân tích), và hiệu quả tổ chức nội bộ, tức là vốn hướng dẫn và vốn cơ sở hạ tầng. Một số doanh nghiệp phát sinh các công cụ để theo dõi đặc biệt một bộ phận hoặc thương hiệu hạn chế. Các "tương lai tài chính", "bán khống" và các "quyền chọn tài chính" áp dụng cho các thị trường này, và thường đặt cược tài chính thuần túy trên kết quả, chứ không phải là một đại diện trực tiếp của bất kỳ tài sản cơ bản nào.

## Mở rộng khái niệm
Mối quan hệ giữa vốn tài chính, tiền, và tất cả các phong cách khác của vốn, đặc biệt là vốn con người hay sức lao động, được giả định trong chính sách ngân hàng trung ương và các quy định liên quan đến các công cụ như trên.
Các mối quan hệ và chính sách này được đặc trưng bởi kinh tế chính trị - phong kiến, xã hội chủ nghĩa, tư bản, xanh, vô chính phủ hoặc khác. Trong thực tế, các phương tiện cung tiền và các quy định khác về vốn tài chính đại diện cho ý nghĩa kinh tế của hệ thống giá trị bản thân xã hội, vì chúng quyết định sự phân bổ lao động trong xã hội đó.
Vì vậy, ví dụ, các quy tắc để tăng hoặc giảm lượng cung tiền dựa trên nhận thức lạm phát, hoặc thước đo phúc lợi, phản ánh một số giá trị như vậy, phản ánh tầm quan trọng của việc sử dụng (tất cả các hình thức của) vốn tài chính như một lưu giữ ổn định của giá trị. Nếu điều này là rất quan trọng, kiểm soát lạm phát là quan trọng - bất kỳ số lượng tiền lạm phát làm giảm giá trị vốn tài chính đối với tất cả các loại vốn khác.
Tuy nhiên, nếu chức năng phương tiện trao đổi là quan trọng hơn, tiền mới có thể được phát hành tự do hơn bất kể ảnh hưởng đến lạm phát hoặc phúc lợi.

## Các quan điểm của chủ nghĩa Mác
Nó được phổ biến trong lý thuyết Mác-xít đề cập đến vai trò của "Chủ nghĩa tư bản tài chính" như sự xác định và loại trừ lợi ích giai cấp trong xã hội tư bản chủ nghĩa, đặc biệt trong các giai đoạn sau.

## Định giá
Thông thường, một công cụ tài chính có giá phù hợp với nhận thức của những người chơi của thị trường vốn về hoàn vốn kỳ vọng và rủi ro.
Đơn vị chức năng của tài khoản có thể đi tới câu hỏi nếu các định giá của các công cụ tài chính phức tạp khác nhau đáng kể dựa trên thời gian. Các quy ước "giá trị sổ sách", "giá trị thị trường" và "giá trị tương lai" là ba cách tiếp cận khác nhau để hòa giải các đơn vị giá trị vốn tài chính của tài khoản.

## Vai trò kinh tế
Chủ nghĩa xã hội, chủ nghĩa tư bản, chế độ phong kiến, chủ nghĩa vô chính phủ, các lý thuyết công dân khác có các quan điểm khác nhau rõ rệt về vai trò của vốn tài chính trong đời sống xã hội, và đề xuất các hạn chế chính trị khác nhau để đối phó với điều đó.
Chủ nghĩa tư bản tài chính là việc tạo ra lợi nhuận từ sự vận động của vốn tài chính. Nó được giữ trong tương phản với chủ nghĩa tư bản công nghiệp, trong đó lợi nhuận được làm ra từ chế biến hàng hoá.